# Sweet Talker Tour
Sweet Talker Tour es el nombre dado a la cuarta gira de conciertos de la cantante y compositora británica Jessie J realizada con el fin de promocionar su tercer álbum de estudio Sweet Talker (2014). Dicha gira, compuesta por 96 fechas alrededor del mundo, comenzó el 20 de enero de 2015 en el municipio de Rhyl, en la provincia y de Gales y finalizó el 14 de agosto de 2016 en la ciudad china de Shanghái.

## Antecedentes
En septiembre de 2013, Jessie J anunció que retrasaría el lanzamiento de la edición norteamericana de Alive porque su sello «no sintió que el álbum funcionaría en su territorio» y que se mudaría a los Estados Unidos en un esfuerzo por entrar en el mercado del país. Además confirmó que estuvo trabajando durante una semana con Pharrell Williams en canciones exclusivas para la edición norteamericana. Aunque en enero de 2014 Jessie canceló su gira británica con Robin Thicke para poder terminar y lanzar esa edición durante el año, la cantante comenzó a añadir la etiqueta #jessiejalbum3 en sus publicaciones de Instagram y Twitter para mayo de 2014. Tras debutar canciones de su tercer disco durante un recital en Madrid, España, y en el Rock in Rio Lisboa VI a principios de junio, Jessie lanzó «Bang Bang» —que cuenta con la participación de Ariana Grande y Nicki Minaj— como primer sencillo del álbum sucesor de Alive el 29 de julio.
Mientras promocionaba el segundo sencillo del álbum, Burnin' Up, la cantante anunció el 4 de noviembre de 2014 la gira que promocionaría Sweet Talker, su más reciente trabajo discográfico. Inicialmente, la gira estaba compuesta por 7 conciertos exclusivamente celebrados en el Reino Unido pero a lo largo del 2014 y del 2015 se anunciaron fechas en el resto de Europa, Norteamérica, Asia y Oceanía.

## Set-list
Esta lista de canciones corresponde a las interpretadas en el primer concierto de la gira. No representa toda la gira.
1. "Ain't Been Done"
2. "Burnin Up"
3. "Wild"
4. "Who's Laughing Now"
5. "Loud"
6. "LaserLight"
7. "Nobody's Perfect"
8. "Sweet Talker"
9. "Seal Me With a Kiss"
10. "Abracadabra"
11. "Keep Us Together"
12. "Get Away"
13. "I Have Nothing" (Whitney Huston cover)
14. "You Don't Really Know Me"
15. "Big White Room"
16. "Who You Are"
17. "Sexy Lady"
18. "Domino"
19. "Price Tag"
20. "Do It Like a Dude"
21. "Masterpiece"
22. "Bang Bang"

## Fechas
| Fecha                    | Ciudad           | País           | Recinto                             |
| Europa                   | Europa           | Europa         | Europa                              |
| ------------------------ | ---------------- | -------------- | ----------------------------------- |
| 20 de enero de 2015      | Rhyl             | Gales          | Rhyl Pavillon                       |
| 22 de enero de 2015      | Newcastle        | Inglaterra     | O2 Academy Newcastle                |
| 24 de enero de 2015      | Mánchester       | Inglaterra     | O2 Apollo Manchester                |
| 25 de enero de 2015      | Leeds            | Inglaterra     | O2 Academy Leeds                    |
| 27 de enero de 2015      | Birmingham       | Inglaterra     | O2 Academy Birmingham               |
| 28 de enero de 2015      | Brixton          | Inglaterra     | O2 Academy Brixton                  |
| 29 de enero de 2015      | Londres          | Inglaterra     | O2 Eventim Apollo                   |
| 1 de febrero de 2015     | Glasgow          | Escocia        | O2 Academy Glasgow                  |
| 5 de febrero de 2015     | París            | Francia        | Le Trianon                          |
| Norteamérica             |                  |                |                                     |
| 8 de febrero de 2015     | Los Ángeles      | Estados Unidos | L.A. Convention Center              |
| 10 de febrero de 2015    | Arlington        | Estados Unidos | Texas Hall Auditorium               |
| 12 de febrero de 2015    | Atlanta          | Estados Unidos | Center Stage                        |
| 14 de febrero de 2015    | Orlando          | Estados Unidos | Universal Studios                   |
| 15 de febrero de 2015    | Miami Beach      | Estados Unidos | The Fillmore                        |
| Asia                     |                  |                |                                     |
| 7 de marzo de 2015       | Singapur         | Singapur       | Sands Grand Ballroom                |
| 8 de marzo de 2015       | Yakarta          | Indonesia      | Jakarta International Expo          |
| Oceanía                  |                  |                |                                     |
| 11 de marzo de 2015      | Auckland         | Nueva Zelanda  | Vector Arena                        |
| 13 de marzo de 2015      | Brisbane         | Australia      | Eatons Hill Hotel & Function Centre |
| 14 de marzo de 2015      | Sídney           | Australia      | Big Top Luna Park                   |
| Norteamérica             |                  |                |                                     |
| 21 de abril de 2015      | Nueva York       | Estados Unidos | Beacon Theatre                      |
| 24 de abril de 2015      | Cambridge        | Estados Unidos | Universidad de Harvard              |
| 25 de abril de 2015      | New Haven        | Estados Unidos | Universidad de Yale                 |
| 26 de abril de 2015      | Waltham          | Estados Unidos | Universidad de Brandeis             |
| 28 de abril de 2015      | Boston           | Estados Unidos | Royale                              |
| 29 de abril de 2015      | Nueva York       | Estados Unidos | Webster Hall                        |
| 1 de mayo de 2015        | College Park     | Estados Unidos | Xfinity Center                      |
| 4 de mayo de 2015        | Worcester        | Estados Unidos | College of the Holy Cross           |
| 6 de mayo de 2015        | Montreal         | Canadá         | Metropolis                          |
| 7 de mayo de 2015        | Toronto          | Canadá         | Danforth Music Hall                 |
| 9 de mayo de 2015        | Chicago          | Estados Unidos | House of Blues                      |
| 11 de mayo de 2015       | Minneapolis      | Estados Unidos | First Avenue                        |
| 13 de mayo de 2015       | Denver           | Estados Unidos | Odgen Theatre                       |
| 15 de mayo de 2015       | Las Vegas        | Estados Unidos | Las Vegas Village                   |
| 18 de mayo de 2015       | Los Ángeles      | Estados Unidos | Club Nokia                          |
| 19 de mayo de 2015       | San Francisco    | Estados Unidos | The Fillmore                        |
| 22 de mayo de 2015       | Nueva York       | Estados Unidos | Central Park                        |
| Europa                   |                  |                |                                     |
| 28 de mayo de 2015       | Estocolmo        | Suecia         | Gröna Lund                          |
| 29 de mayo de 2015       | Oslo             | Noruega        | Bislett Stadium                     |
| 30 de mayo de 2015       | Hannover         | Alemania       | Expo-Plaza                          |
| 1 de junio de 2015       | Colonia          | Alemania       | Palladium                           |
| 2 de junio de 2015       | Offenbach        | Alemania       | Capitol                             |
| 3 de junio de 2015       | Múnich           | Alemania       | Kesselhaus                          |
| 5 de junio de 2015       | Zúrich           | Suiza          | X-tra                               |
| 8 de junio de 2015       | Ámsterdam        | Países Bajos   | Paradiso                            |
| 9 de junio de 2015       | Ámsterdam        | Países Bajos   | Paradiso                            |
| 10 de junio de 2015      | París            | Francia        | La Bataclan                         |
| 14 de junio de 2015      | Lisboa           | Portugal       | MEO Arena                           |
| 18 de junio de 2015      | Barcelona        | España         | Palau de Pedralbes                  |
| 19 de junio de 2015      | Copenhague       | Dinamarca      | Tivoli                              |
| 3 de julio de 2015       | Londres          | Reino Unido    | Finsbury Park                       |
| 5 de julio de 2015       | Londres          | Reino Unido    | Finsbury Park                       |
| 8 de julio de 2015       | Henley on Thames | Reino Unido    | Henley on Thames                    |
| 11 de julio de 2015      | Perthshire       | Reino Unido    | Strathallan Castle                  |
| 17 de julio de 2015      | Pori             | Reino Unido    | Kirjurinluoto                       |
| 19 de julio de 2015      | Londres          | Reino Unido    | Somerset House                      |
| 13 de septiembre de 2015 | Hickstead        | Reino Unido    | Hickstead                           |
| 14 de septiembre de 2015 | Frankfurt        | Alemania       | Gibson Club                         |
| 15 de septiembre de 2015 | Reykjavik        | Islandia       | Laugardalshöll                      |
| Norteamérica             |                  |                |                                     |
| 3 de diciembre de 2015   | Nueva York       | Estados Unidos | Rockwood Music Hall                 |
| 7 de diciembre de 2015   | Los Ángeles      | Estados Unidos | House of Guvera                     |
| Asia                     |                  |                |                                     |
| 10 de diciembre de 2015  | Manila           | Filipinas      | Kia Theatre                         |
| 12 de diciembre de 2015  | Phnom Penh       | Camboya        | Koh Pich                            |
| Europa                   |                  |                |                                     |
| 15 de febrero de 2016    | Düsseldorf       | Alemania       | Mitsubishi Electric Halle           |
| 16 de febrero de 2016    | Ámsterdam        | Países Bajos   | Heineken Music Hall                 |
| Asia                     |                  |                |                                     |
| 26 de mayo de 2016       | Singapur         | Singapur       | Singapore Indoor Stadium            |
| 14 de agosto de 2016     | Shanghái         | China          | Shanghai Rugby Club                 |

## Festivales
| Fecha                    | Ciudad                 | País           | Festival                              |
| ------------------------ | ---------------------- | -------------- | ------------------------------------- |
| 7 de marzo de 2015       | Singapur               | Singapur       | Singapore International Jazz Festival |
| 8 de marzo de 2015       | Yakarta                | Indonesia      | Java Jazz Festival                    |
| 21 de abril de 2015      | Nueva York             | Estados Unidos | MTV Upfronts                          |
| 24 de abril de 2015      | Universidad de Harvard | Estados Unidos | Yardfest                              |
| 25 de abril de 2015      | Universidad de Yale    | Estados Unidos | Spring Fling                          |
| 15 de mayo de 2015       | Las Vegas              | Estados Unidos | Rock in Rio 2015                      |
| 22 de mayo de 2015       | Nueva York             | Estados Unidos | SummerStage                           |
| 29 de mayo de 2015       | Oslo                   | Noruega        | Findings Festival                     |
| 30 de mayo de 2015       | Hannover               | Alemania       | N-Joy Starshow 2015                   |
| 18 de junio de 2015      | Barcelona              | España         | Festival Jardins Pedralbes            |
| 3 de julio de 2015       | Londres                | Reino Unido    | Wireless Festival                     |
| 5 de julio de 2015       | Londres                | Reino Unido    | Wireless Festival                     |
| 8 de julio de 2015       | Henley on Thames       | Reino Unido    | Henley Music and Art Festival         |
| 11 de julio de 2015      | Perthshire             | Reino Unido    | T in the Park                         |
| 17 de julio de 2015      | Pori                   | Reino Unido    | Pori Jazz Festival                    |
| 19 de julio de 2015      | Londres                | Reino Unido    | Summer Series 2015                    |
| 13 de septiembre de 2015 | Hickstead              | Reino Unido    | Boomerang Festival                    |
| 14 de agosto de 2016     | Shanghái               | China          | Shanghai Rugby Club Fest              |